# 和田明日香
和田 明日香（わだ あすか、1987年4月17日 - ）は、日本のタレント、モデル、食育インストラクター、美容料理研究家。remyに所属。旧姓は高橋。

## 人物
東京都世田谷区出身。立教女学院小学校、立教女学院中学校・高等学校卒業後、2006年立教大学社会学部入学。高校時代は生徒会長を務め、ミス立教にも選ばれた。大学時代はMTV JAPANでインターンとして働く。
就職活動の際に知り合った、和田誠・平野レミ夫妻の次男である8歳年上の和田率と結婚した。結婚当初は、「キャベツとレタスの違いは収穫される場所の違い」、「しじみとあさりとハマグリは大きさの違い」、「さんまとうつぼは同じ生き物」と思っていたほど食材や料理に関する知識がなかった。平野の影響で料理への興味を持つようになり、食育インストラクターの資格を取得。3児の母。

## 作品

### 妊婦アート
妊娠中の大きなお腹の形を生かして、お腹に絵を描いた。代表作は「安産マン」。

### ひとこま写真絵本
眠っている赤ちゃんの周りに小道具類を配置して一枚の作品に仕立てたアート写真を撮影する、いわゆる寝相アートの先駆け。腹アートとともに、雑誌「カメラ日和」で2015年まで連載ほか、「女子カメラ」でも取り上げられる。

## 出演

### テレビ
- レミさんちの食卓（2015年、FOODIES TV） - 平野レミと共演
- 平野レミの早わざレシピシリーズ（NHK） - 平野レミと共演
- 真麻のドドンパッ!（2016年10月 - 2017年9月、BS日テレ） - 金曜日レギュラー
- 白熱ライブ ビビット（2016年10月 - 2019年9月、TBS） - 木曜日パーソナリティ[11]
- 家事ヤロウ!!!（テレビ朝日） - 準レギュラー
- 和田明日香のア・レシピ（2021年10月30日 - 、RKB毎日放送）毎週土曜日17:00 - 17:30 - MC
- きょうの料理（2023年4月28日 - 、NHK） 毎週金曜日 12:20 - 12:45（NHK総合）他 - ずん飯尾と共同進行
- モモコのOH!ソレ!み〜よ!（2023年4月15日 - 、関西テレビ） - 月1回レギュラーコーナー「和田明日香のあしたのレシピ」出演
- 和田明日香とゆる宅飲み（2024年1月25日 - 、BSテレ東）

### テレビドラマ
- 極主夫道 第1話（2020年10月11日、読売テレビ制作・日本テレビ） - 料理教室講師 役

### ラジオ
- かれんスタイル（2016年2月4日、NHKラジオ第1） - ゲスト出演
- 眠れない貴女へ（2021年4月 - 、NHK-FM）
- Cheerful Cheers!（2025年1月 - 、FM NACK5）

### モデル
- 赤すぐ（2012年、リクルート）
- 赤ちゃんとママ（2015年、赤ちゃんとママ社） - 表紙
- Carry me!（2015年、Betta） - 商品モデル

### CM
- キヤノン DESIGN CUBE NEW「PIXUS」 - 「気持ちをカタチにするプリンター」和田明日香篇（2016年9月22日 - ）
- Y!mobile 「親子ドーン!」篇（2022年） - 義母の平野レミ、出川哲朗、芦田愛菜と共演[12]

## 書籍など

### 著書
- 平野レミと明日香の「嫁姑ごはん物語」（2015年、セブン&アイ出版）
- 和田明日香さんちのコストコごはん（2016年、光文社）
- 子どもは相棒 悩まない子育て（2018年、ぴあ）
- 和田明日香のほったらかしレシピ（2019年、辰巳出版）
- 和田明日香のほったらかしレシピ 献立編（2020年、辰巳出版）
- 10年かかって地味ごはん。（2021年、主婦の友社）

### レシピ協力
- あかちゃんといっしょごはん（2011年、金の星社）
- パナソニック「キレイを贈るクリスマス」カフェ（2015年12月9日 - 25日）
- 森永乳業「ビヒダス とろっとかけるプレーンヨーグルト」（2016年9月 - ）

### 雑誌
- Mart（2015年 - 、光文社） - 表紙／レシピ連載
- VERY（2016年5月号、光文社） - インタビュー
- Brillia（2016年7月号、東京建物） - 巻頭インタビュー
- 美的（2016年7月号、小学館） - インタビュー
- のびのび子育て（2016年8月号、PHP研究所） - インタビュー

### WEB
- 週末おやつの達人 - インタビュー&レシピ提供（2016年、日経DUAL）

## 受賞歴
- 第11回ベストマザー賞2018 文化部門（2018年）
- 第14回ペアレンティングアワード 文化人部門（2021年）
- 第9回料理レシピ本大賞 in Japan 料理部門 入賞（2022年） - 「10年かかって地味ごはん。」（主婦の友社）
- 第40回ベストジーニスト 協議会選出部門（2023年）[13]